# Албанське радіо і телебачення
Албанське радіо і телебачення (алб. Radio Televizioni Shqiptar, RTSH) — суспільно-правовий мовник в Албанії. Заснований 1938 року, головне управління розміщене в Тирані.

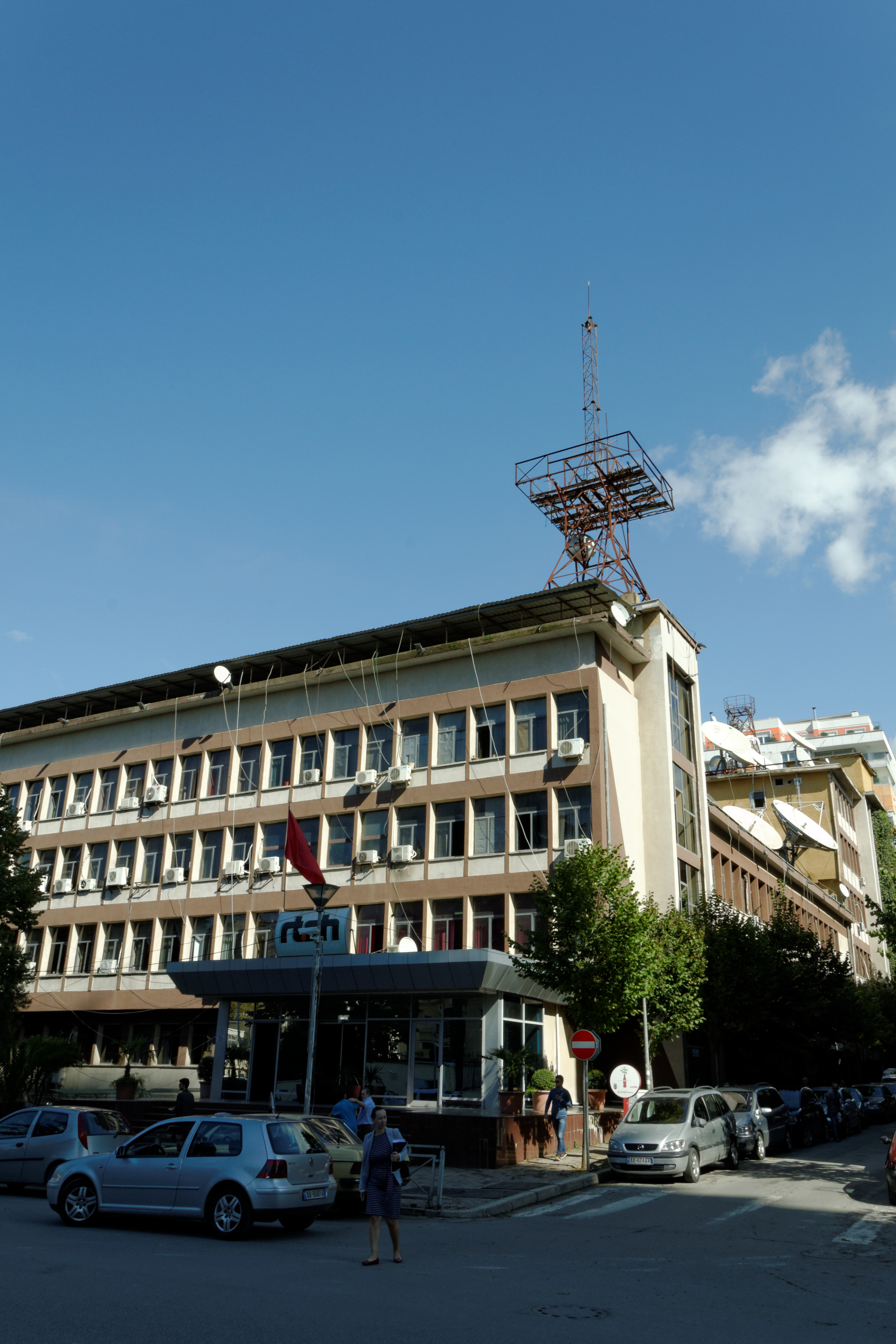

RTSH запустила національну телевізійну станцію Televizioni Shqiptar (TVSH) і дві національні радіостанції під назвою «Радіо Тирани». Міжнародне радіомовлення ведеться албанською мовою та сімома́ іншими мовами на середніх хвилях (AM) і коротких хвилях (SW).